# موت مواطن (رواية)
موت مواطن (بالإنجليزية: Death of a Citizen) هي رواية تجسس كتبها دونالد هاملتون عام 1960، وكانت الأولى في سلسلة طويلة من الكتب التي تعرض مغامرات القاتل مات هيلم. يشير العنوان إلى الموت المجازي للمواطن المسالم ورجل الأسرة مات هيلم وولادة القاتل المميت الذي لا هوادة فيه في الحرب العالمية الثانية.
يرى الكتاب ماثيو هيلم، عميل قاتل لمرة واحدة وعميل خاص للحكومة الأمريكية أثناء الحرب، يتم إعادة تنشيط عمله (الاسم الرمزي: إريك) عندما يتحول زميل سابق إلى مارق ويختطف في النهاية ابنة هيلم. بعد ذلك، وافق على العودة إلى الخدمة كقاتل وعميل مضاد يعمل لصالح وكالة سرية يديرها «ماك»، ضابطه الأعلى منذ 13 عامًا (على الرغم من نشره في عام 1960، إلا أن القصة نفسها حدثت في عام 1958).
تلاحظ رواية «موت مواطن»بقتامة لهجته وأحداثه مقارنة بروايات الإثارة المعتادة في أواخر الخمسينيات وأوائل الستينيات. بعد بضع خطوات خاطئة أولية، حيث تم التخلص من شخصية «المواطن» الخاصة به، عادت شخصية هيلم كعميل كفء وقاسي كما كان في السابق. ربما تكون نهاية الكتاب صادمة بشكل خاص، لأنه أطلق النار على خصم لا يهدده بشكل مباشر ثم يعذب ويقتل الشخص المسؤول عن اختطاف ابنته الرضيعة. نتيجة لأفعاله، تم إنقاذ ابنته، ولكن مع انتهاء الكتاب، كانت زوجته المحبة للسلام ترى الرعب في الوحش الدموي الذي أصبح عليه زوجها على ما يبدو.
كتب هاملتون 27 رواية لمات هيلم بين عامي 1960 و 1993 (مع وجود المجلد الثامن والعشرين لكن لم يُنشر بعد). تحافظ الكتب على استمرارية فضفاضة بين بعضها البعض، على الرغم من أن المجلدات اللاحقة ستقلل من أهمية اتصالات هيلم بالحرب العالمية الثانية من أجل الحفاظ على تحديث الشخصية. في أواخر الستينيات، تم إنتاج العديد من الصور المتحركة من بطولة دين مارتن في دور هيلم؛ تم إنتاج هذه الأفلام ككوميديا واحتوت على القليل من مفاهيم هاملتون. كانت «موت مواطن» واحدة من مصادر الروايات لفيلم The Silencers ، والتي استندت إلى إحدى التكميلات المبكرة للرواية. يعتبر «موت المواطن» فريدًا تقريبًا كواحدة من الروايات التابعة لمات هيلم التي لا تستخدم اسمًا كعنوان (مثل The Silencers ، The Ravagers ، وما إلى ذلك)، والآخر هو الكتاب الخامس في السلسلة، Murderer's Row .